# Lenguaje P
El Lenguaje P, fue desarrollado por Microsoft, orientado para la programación de eventos asíncronos y el loT; es un lenguaje específico de dominio que interpela con C y es dirigido para sistemas embebidos, controladores de dispositivos y servicios distribuidos; el Lenguaje P, tiene como objetivo capturar y precisar ciertos tipos de protocolos que son inherentes a la comunicación entre varios componentes. Con P, los modelos y la programación se funden en una sola actividad debido a que no solo puede compilarse en código ejecutable, sino que también se puede validar mediante pruebas sistemáticas. P ha sido utilizado para implementar y validar la pila del controlador de dispositivo USB que se incluye con Microsoft Windows 8 y Windows Phone.

## Características
- Ofrece programación segura.

- En P, una operación de envío no bloquea, sino que el mensaje simplemente se ejecuta en la espera de entrada de la máquina de destino.

- Programas de P tienen un modelo computacional que cuenta con máquinas que se comunican a través de mensajes.

- Microsoft también ofrece P#, una extensión de C# que se dirige a la programación asíncrona, como código abierto.[2]